# Adriatische Basketballliga
Die Adriatische Basketballliga (serbisch Јадранска лига Jadranska liga), auch als ABA-Liga bekannt, ist eine multinationale Liga, in der Vereine hauptsächlich aus dem ehemaligen Jugoslawien, und zwar aus Bosnien und Herzegowina, Kroatien, Montenegro, Serbien sowie Slowenien um die Basketballmeisterschaft spielen. Seit 2012 nimmt auch der nordmazedonische Meister an der Meisterschaft teil. Daneben nahmen auch Gastmannschaften teil, unter anderem der ungarische Meister und der bulgarische Meister. Weitere Gastmannschaften kamen aus Tschechien und Israel, so z. B. Maccabi Tel Aviv. Die Körperschaft der Liga ist volles Mitglied der ULEB. Zurzeit nehmen aus der Liga zwei Teams in der EuroLeague und zwei im EuroCup teil. Mit insgesamt 13 Meisterschaften haben die Vereine aus Serbien bisher die meisten Titel gewonnen, darunter Rekordmeister Partizan Belgrad mit sieben Meisterschaften. Sie gehört derzeit zu den stärksten Ligen in Europa.

## Geschichte
Nach dem Bürgerkrieg im ehemaligen Jugoslawien gründete jedes Land des zerfallenen Staates eine eigene Liga. Vorteil dadurch waren die Rivalität in den einzelnen Ländern bei den Vereinen untereinander, und geringe Fanausschreitungen. Jedoch wurde schnell klar, dass durch den Zerfall des Landes und somit der Verlust der einst starken jugoslawischen Liga auch das Interesse verschwand, es gab nur noch zwei bis drei namhafte Vereine pro Land, die den Meister unter sich ausmachten. Sinkende Zuschauerzahlen, Spieler, die ihr Glück lieber im Ausland versuchten, und immer schlechter werdende Qualität in den heimischen Ligen zwangen die Verantwortlichen, etwas zu unternehmen. Die Idee einer überregionalen Liga kam auf, jedoch fand man die Zeit noch nicht reif genug dafür. Zu schmerzhaft waren noch die Wunden und die Erinnerungen an den Krieg.
Zudem kam noch das Problem der Finanzierbarkeit hinzu. Auch musste so ein Wettbewerb von der FIBA genehmigt werden. Der Wettbewerb sollte auch für die einzelnen Vereine interessant sein, sowohl finanziell als auch sportlich. So forderte man die FIBA auf, den Sieger des Wettbewerbs direkt in einen europäischen Wettbewerb im folgenden Jahr spielen zu lassen. Mittlerweile wurde dies auch genehmigt. Auch ein Hauptsponsor wurde gefunden und der Wettbewerb genehmigt. Im Jahre 2001/02 startete die erste Saison der Goodyearliga.
In der 2. Saison, im Jahrgang 2002/03, verließ ein Team die Liga, es wurde durch Maccabi Tel Aviv (Israel) ersetzt. Maccabi verließ die Liga ebenfalls ein Jahr später, doch sie wurde 2003/04 auf 14 Teams vergrößert und 2004/05 auf 16 Teams. In der Saison 2005/06 wurde sie wieder auf 14 Teams verkleinert. Nach nun 5 Jahren war der Vertrag mit dem Hauptsponsor abgelaufen. Goodyear wurde nur noch Nebensponsor und verlor auch die Namensrechte an der Liga. Ab der Saison 2006/07 ist die Nova Ljubljanska banka (NLB) der neue Hauptsponsor, folglich nannte sich die Liga nun NLB-Liga. Mit der Zeit stieg die Qualität in der Liga drastisch, was sich in den europäischen Wettbewerben bemerkbar machte, so dass die großen Vereine der Region in etwa wieder an die besseren Tage zu der Zeit Jugoslawiens anknüpfen konnten. Heute heißt sie wieder ABA-Liga, hat in der Saison 2015/16 zwei Teilnehmer in der EuroLeague und zwei im EuroCup, und gehört mittlerweile zu den stärksten Ligen Europas.

## Hauptsponsoren
Die Liga ändert ihren Namen jeweils mit dem neuen Hauptsponsor. Der erste Hauptsponsor war Goodyear, folglich nannte man sich Goodyearliga. Es folgte die größte Bank Sloweniens Nova Ljubljanska Banka (NLB). Heute heißt sie wieder ABA-Liga.

Goodyear Saison 2001/02–2006/07
Nova Ljubljanska Banka Saison 2006/07–

## Austragungsmodus
Gespielt werden Hin- und Rückrunde. Der Modus der weiteren Runden wurde mehrfach geändert:
In den ersten drei Spielzeiten qualifizierten sich die vier bestplatzierten Mannschaften direkt für die als Final Four ausgetragene Finalrunde. In den Saisons 2004/2005 und 2005/06 fand nun ein Final Eight anstelle des Final Four statt, das aber weiterhin in nur einer Stadt und im einfachen K.-o.-System (also ohne Hin- und Rückspiele) gespielt wurde. 2006/07 wurde die Finalrunde wieder auf vier Mannschaften reduziert, die diesmal jedoch im Play-off-Modus best of three gegeneinander antraten. Seit der Spielzeit 2007/08 wird die Finalrunde wieder als Final Four ausgetragen.
Bis zur Saison 2016/17 wurde je nach Abschneiden der einzelnen Länder nach jeder Saison die neue Teilnehmerzahl für das jeweilige Land ermittelt. In der neuen Saison rückten dann die Bestplatzierten der heimischen Ligen nach. Zur Saison 2017/18 wurde eine zweite Spielklasse der Adriatischen Basketballliga mit ebenfalls zwölf Mannschaften eingeführt und damit auch der Auf- und Abstieg in der ABA-Liga neu geregelt. So steigt nach Ende der Hauptrunde der Tabellenletzte der ABA-Liga direkt in die Zweite ABA-Liga ab, während der Play-off-Sieger der Zweiten ABA-Liga aufsteigt. Zur Saison 2018/19 wurde zudem eingeführt, dass der Tabellenvorletzte der Hauptrunde in die Relegation im Modus best of three gegen den Verlierer des Play-off-Finales der Zweiten ABA-Liga anzutreten hat, und sich der Sieger der Relegation für die ABA-Liga qualifiziert.

## Die einzelnen Saisons ab 2001

### Saison 2001/02
Die erste Saison wurde 2001/02 mit 12 Mannschaften des eh. Jugoslawiens ausgetragen. Ausgenommen waren die Vereine von Serbien, da man Fanausschreitungen nach dem langen Bürgerkrieg befürchtete. Jeweils 4 Teams aus Kroatien und Slowenien sowie 3 Teams aus Bosnien und einem Team aus Montenegro spielten die erste Saison.
Erster Sieger der Goodyearliga wurde KK Union Olimpia aus Ljubljana, Slowenien.

### Saison 2002/03
Schon im 2. Jahr, der Saison 2002/03, wurden auch die Vereine aus Serbien und Montenegro zugelassen. Trotz einiger Kritik und Vorbehalten musste man jedoch zugeben, dass das Niveau seit dem Jahr deutlich angestiegen ist. Auch ein israelischer Verein, Maccabi Tel Aviv spielte eine Gastsaison, was den Reiz der Liga für das Ausland nur bekräftigte.
In der 2. Saison nahmen 4 Teams aus Kroatien, sowie 3 Teams aus Slowenien und Bosnien teil, dazu kamen jeweils ein Team aus Serbien und Israel.
Sieger der 2. Saison wurde KK Zadar aus Zadar, Kroatien.

### Saison 2003/04
Durch steigendes Interesse wurde in der 3. Saison die Liga auf 14 Mannschaften ausgebaut. Maccabi Tel Aviv startete jedoch nicht mehr in diesem Wettbewerb, somit waren nun nur noch Teams vom Balkan vertreten.
Es starteten jeweils 4 Teams aus Kroatien, Slowenien und Serbien & Montenegro, sowie 2 Teams aus Bosnien.
Sieger der 3. Saison wurde KK Reflex aus Belgrad, Serbien.

### Saison 2004/05
Durch erneut steigendes Interesse wurde in der 4. Saison die Liga auf 16 Mannschaften ausgebaut. Auch diese Saison sind nur Teams vom Balkan vertreten. Neu ist auch das Final Eight welches anstelle des Final Four in Kraft tritt.
Es starteten 5 Teams aus Kroatien und Serbien & Montenegro, 4 Teams aus Slowenien, sowie 2 Teams aus Bosnien.
Sieger der 4. Saison wurde KK Hemofarm aus Vršac, Serbien.

### Saison 2005/06
Aufgrund des stark ausgelasteten Terminkalenders in der Goodyearliga, den einheimischen Ligen, sowie den europäischen Wettbewerben wurde die Liga wieder auf 14 Mannschaften gekürzt.
Es starten 5 Teams aus Serbien & Montenegro, 4 Teams aus Slowenien, 3 Teams aus Kroatien, sowie 2 Teams aus Bosnien.
Sieger der 5. Saison wurde FMP Železnik aus Belgrad.

### Saison 2006/07
Es verbleibt bei der verkleinerten Liga von 14 Mannschaften:
Es starten 4 Teams aus Serbien, 4 Teams aus Kroatien, 3 Teams aus Slowenien, 2 Teams aus Bosnien und 1 Team aus Montenegro.
Sieger der 6. Saison wurde KK Partizan aus Belgrad.

### Saison 2007/08
Auch in dieser Saison zählt die Liga 14 Mannschaften:
Es starten 5 Teams aus Serbien, 4 Teams aus Kroatien, 3 Teams aus Slowenien, 1 Team aus Bosnien und 1 Team aus Montenegro.
Sieger der 7. Saison wurde KK Partizan aus Belgrad.

### Saison 2008/09
Ebenso wie in der letzten Saison, setzt sich die Liga wieder aus 14 Teams zusammen:
Wieder starten 5 Teams aus Serbien, 4 Teams aus Kroatien, 3 Teams aus Slowenien, 1 Team aus Bosnien und Herzegowina und 1 Wild-Card wurde für den montenegrinischen Meister verliehen.
Sieger der 8. Saison wurde KK Partizan aus Belgrad.

### Saison 2009/10
Ebenso wie in der letzten Saison, setzt sich die Liga wieder aus 14 Teams zusammen:
Diesmal starten 5 Teams aus Serbien, 4 Teams aus Kroatien, 2 Teams aus Slowenien, 2 Team aus Bosnien und Herzegowina und 1 Wild-Card wurde für den montenegrinischen Meister verliehen.
Sieger der 9. Saison wurde KK Partizan aus Belgrad.

### Saison 2010/11
Ebenso wie in der letzten Saison, setzt sich die Liga wieder aus 14 Teams zusammen:
Diesmal starten 4 Teams aus Serbien, 4 Teams aus Kroatien, 2 Teams aus Slowenien, 2 Teams aus Bosnien und Herzegowina und 1 Wild-Card wurde für den montenegrinischen Meister verliehen sowie eine Gasteinladung an den Tschechischen Meister.
Sieger der 10. Saison wurde KK Partizan aus Belgrad.

### Saison 2011/12
Ebenso wie in der letzten Saison, setzt sich die Liga wieder aus 14 Teams zusammen:
Diesmal starten 4 Teams aus Serbien, 4 Teams aus Slowenien, 3 Teams aus Kroatien, 1 Team aus Bosnien und Herzegowina und 1 Wild-Card wurde für den montenegrinischen Meister verliehen sowie eine Gasteinladung an den Israelischen Meister.
Sieger der 11. Saison wurde Maccabi aus Tel Aviv.

### Saison 2012/13
Die 14 Teilnehmer Teams kommen aus 7 Ländern:
Diesmal starten 4 Teams aus Kroatien, 3 Teams aus Serbien, je 2 Teams aus Slowenien sowie Bosnien und Herzegowina und je eine Mannschaft aus Montenegro und Mazedonien. Zusätzlich gab es eine Gasteinladung an den ungarischen Meister.
Sieger der 12. Saison wurde KK Partizan aus Belgrad.

### Saison 2013/14
Die 14 Teilnehmer Teams kommen aus 7 Ländern:
Diesmal starten 4 Teams aus Serbien, 3 Teams aus Kroatien, je 2 Teams aus Slowenien sowie Bosnien und Herzegowina und je eine Mannschaft aus Montenegro, Mazedonien und Ungarn.

### Saison 2014/15
Die 14 Teilnehmer Teams kommen aus 8 Ländern:
Diesmal starten 4 Teams aus Serbien, 3 Teams aus Kroatien, 2 Teams aus Slowenien sowie je 1 Team aus Bosnien und Herzegowina, Bulgarien, Montenegro, Mazedonien und Ungarn.

### Saison 2015/16
Die 14 Teilnehmer Teams kommen aus 6 Ländern:
Diesmal starten 4 Teams aus Serbien, je 3 Teams aus Kroatien und aus Slowenien, 2 Teams aus Montenegro sowie je 1 Team aus Bosnien und Herzegowina und Mazedonien.

### Saison 2016/17
Die 14 Teilnehmer Teams kommen aus 6 Ländern:
Diesmal starten 4 Teams aus Serbien, 3 Teams aus Kroatien, je 2 Teams aus Mazedonien, Montenegro und Slowenien sowie 1 Team aus Bosnien und Herzegowina.

### Saison 2017/18
Die 12 Teilnehmer Teams kamen aus den folgenden 6 Ländern: Serbien (4 Teams), Kroatien (3 Teams), Montenegro (2 Teams) sowie je 1 Team aus Bosnien und Herzegowina, Mazedonien und Slowenien.

### Saison 2018/19
Nach Einführung einer Zweiten ABA-Liga zur Spielzeit 2017/18 mit ebenfalls 12 Mannschaften, wurde auch der Auf- und Abstieg aus der ABA-Liga neu geregelt. So stieg der Tabellenletzte der Hauptrunde in der Saison 2017/18 KK MZT Skopje aus Mazedonien ab, während aus der Zweiten Liga der Play-off-Sieger KK Krka aus Slowenien aufstieg. Die 12 Teilnehmer Teams kamen dementsprechend aus den folgenden 5 Ländern: Serbien (4 Teams), Kroatien (3 Teams), Slowenien und Montenegro je 2 Teams sowie 1 Team aus Bosnien und Herzegowina.

## Alle Finals
| Saison     | Ort                        | Datum                   | Sieger           | Gegner           | Ergebnis                           |
| ---------- | -------------------------- | ----------------------- | ---------------- | ---------------- | ---------------------------------- |
| 2024/25    | Belgrad                    | 05.–12. Juni 2025       | Partizan         | Budućnost        | 88:94 n. V.; 84:73; 83:67; 90:75   |
| 2023/24    | Belgrad                    | 13. – 19. Mai 2024      | Roter Stern      | Partizan         | 85:82; 80:73; 82:76                |
| 2022/23    | Belgrad                    | 13. – 22. Juni 2023     | Partizan         | Roter Stern      | 88:80; 87:78; 78:91; 56:68; 96:85  |
| 2021/22    | Belgrad                    | 27. Mai – 06. Juni 2022 | Roter Stern      | Partizan         | 90:76; 85:81; 67:70; 84:112; 80:77 |
| 2020/21    | Belgrad; Podgorica         | 16. – 28. Mai 2021      | Roter Stern      | Budućnost        | 82:78; 85:79; 71:75; 80:81; 67:60  |
| 2019/20    | Saisonabbruch wegen Corona |                         |                  |                  |                                    |
| 2018/19    | Belgrad; Podgorica         | 12. – 22. April 2019    | Roter Stern      | Budućnost        | 91:72; 107:69; 72:80; 80:84; 97:54 |
| 2017/18    | Belgrad; Podgorica         | 9. – 14. April 2018     | Budućnost        | Roter Stern      | 80:76; 59:69; 78:77; 77:73         |
| 2016/17    | Belgrad; Zagreb            | 10. – 13. April 2017    | Roter Stern      | Cedevita Zagreb  | 81:66; 84:73; 77:61                |
| 2015/16    | Belgrad; Sremska Mitrovica | 28. April – 2. Mai 2016 | Roter Stern      | KK Mega Leks     | 95:88; 93:74; 61:49                |
| 2014/15 *  | Belgrad; Zagreb            | 25. – 30. April 2015    | Roter Stern      | Cedevita Zagreb  | 68:59; 69:65; 62:72; 89:79         |
| 2013/14    | Belgrad                    | 27. April 2014          | Cibona Zagreb    | Cedevita Zagreb  | 72:59                              |
| 2012/13    | Laktaši                    | 27. April 2013          | Partizan Belgrad | Roter Stern      | 71:63                              |
| 2011/12    | Tel Aviv                   | 30. April 2012          | Maccabi Tel Aviv | Cedevita Zagreb  | 87:77                              |
| 2010/11    | Ljubljana                  | 21. April 2011          | Partizan Belgrad | Union Olimpija   | 77:74                              |
| 2009/10    | Zagreb                     | 25. April 2010          | Partizan Belgrad | Cibona Zagreb    | 75:74 (OT)                         |
| 2008/09    | Belgrad                    | 18. April 2009          | Partizan Belgrad | Cibona Zagreb    | 63:49                              |
| 2007/08    | Ljubljana                  | 26. April 2008          | Partizan Belgrad | Hemofarm Vršac   | 85:83                              |
| 2006/07 ** | Belgrad                    | 14./18. April 2007      | Partizan Belgrad | FMP              | 69:51 ; 94:82                      |
| 2005/06    | Belgrad                    | 23. April 2006          | FMP              | Partizan Belgrad | 73:72                              |
| 2004/05    | Belgrad                    | 1. Mai 2005             | Hemofarm Vršac   | Partizan Belgrad | 89:76                              |
| 2003/04    | Zagreb                     | 18. April 2004          | FMP              | Cibona Zagreb    | 71:70                              |
| 2002/03    | Ljubljana                  | 5. April 2003           | Zadar            | Maccabi Tel Aviv | 91:88                              |
| 2001/02    | Ljubljana                  | 24. März 2002           | Union Olimpija   | Krka Novo Mesto  | 73:59                              |

* Ab den Halbfinale wurden Play-offs im best-of-five Modus ausgetragen

** Das Finale wurde im Hin- und Rückspiel ausgetragen

## Rekordmeister
| Land       | Team                   | Ort       | Meisterschaften | Jahr                                           |
| ---------- | ---------------------- | --------- | --------------- | ---------------------------------------------- |
| Serbien    | KK Partizan Belgrad    | Belgrad   | 8               | 2007, 2008, 2009, 2010, 2011, 2013, 2023, 2025 |
| Serbien    | KK Roter Stern Belgrad | Belgrad   | 7               | 2015, 2016, 2017, 2019, 2021, 2022, 2024       |
| Serbien    | FMP Železnik Belgrad   | Belgrad   | 2               | 2004, 2006                                     |
| Montenegro | KK Budućnost Podgorica | Podgorica | 1               | 2018                                           |
| Kroatien   | KK Zadar               | Zadar     | 1               | 2003                                           |
| Serbien    | KK Hemofarm            | Vršac     | 1               | 2005                                           |
| Kroatien   | KK Cibona Zagreb       | Zagreb    | 1               | 2014                                           |
| Slowenien  | KK Union Olimpija      | Ljubljana | 1               | 2002                                           |
| Israel     | Maccabi Tel Aviv       | Tel Aviv  | 1               | 2012                                           |

## Teilnehmer Ewig
Die Liga startete mit 12 Teilnehmern. Nach zwei Jahren wurde die Zahl der Teilnehmer zunächst auf 14 und dann auf 16 erhöht. Von der Saison 2005/06 bis 2016/17 wurde mit 14 teilnehmenden Teams gespielt. Zur Saison 2017/18 kehrte man auf 12 Mannschaften zurück.
| Land                         | Team                    | Ort           | Erste Teilnahme | Letzte Teilnahme | Gespielte Saisons | Beste Platzierung |
| ---------------------------- | ----------------------- | ------------- | --------------- | ---------------- | ----------------- | ----------------- |
| Bosnien und Herzegowina      | KK Igokea               | Aleksandrovac | 2010/11         | aktiv            | 14                | Halbfinale        |
| Bosnien und Herzegowina      | KK Borac                | Banja Luka    | 2002/03         | aktiv            | 7                 | 11                |
| Bosnien und Herzegowina      | KK Bosna                | Sarajevo      | 2001/02         | 2009/10          | 7                 | 7                 |
| Bosnien und Herzegowina      | HKK Široki Brijeg       | Široki Brieg  | 2001/02         | 2013/14          | 12                | 5                 |
| Bosnien und Herzegowina      | KK Sloboda Tuzla        | Tuzla         | 2001/02         | 2001/02          | 1                 | 5                 |
| Bulgarien                    | Lewski Sofia            | Sofia         | 2014/15         | 2014/15          | 1                 | 14                |
| Israel                       | Maccabi Tel Aviv        | Tel Aviv      | 2002/03         | 2011/12          | 2                 | Sieger (2012)     |
| Kroatien                     | Triglav osiguranje      | Rijeka        | 2001/02         | 2001/02          | 1                 | 10                |
| Kroatien                     | Šibenka Dalmare         | Šibenik       | 2004/05         | 2004/05          | 1                 | 11                |
| Kroatien                     | KK Split                | Split         | 2001/02         | aktiv            | 13                | 8                 |
| Kroatien                     | KK Zadar                | Zadar         | 2001/02         | aktiv            | 23                | Sieger (2003)     |
| Kroatien                     | KK Cibona Zagreb        | Zagreb        | 2001/02         | aktiv            | 24                | Sieger (2014)     |
| Kroatien                     | KK Cedevita             | Zagreb        | 2009/10         | 2018/19          | 10                | Finale            |
| Kroatien                     | KK Zagreb               | Zagreb        | 2002/03         | 2011/12          | 10                | 5                 |
| Montenegro                   | KK Lovćen Cetinje       | Cetinje       | 2003/04         | 2003/04          | 1                 | 14                |
| Montenegro                   | KK Mornar Bar           | Bar           | 2016/17         | aktiv            | 9                 | Halbfinale        |
| Montenegro                   | KK Sutjeska             | Nikšić        | 2015/16         | 2015/16          | 1                 | -                 |
| Montenegro                   | KK Budućnost Podgorica  | Podgorica     | 2001/02         | aktiv            | 22                | Sieger (2017)     |
| Nordmazedonien               | KK Karpoš Sokoli Skopje | Skopje        | 2016/17         | 2016/17          | 1                 | 10                |
| Nordmazedonien               | KK MZT Skopje           | Skopje        | 2012/13         | 2022/23          | 7                 | 7                 |
| Serbien                      | KK Partizan Belgrad     | Belgrad       | 2004/05         | aktiv            | 21                | Sieger (6 mal)    |
| Serbien                      | KK Roter Stern Belgrad  | Belgrad       | 2002/03         | aktiv            | 23                | Sieger (2015)     |
| Serbien                      | FMP Železnik Belgrad    | Belgrad       | 2003/04         | aktiv            | 16                | Sieger (2 mal)    |
| Serbien                      | KK Mega Basket          | Belgrad       | 2013/14         | aktiv            | 12                | 8                 |
| Serbien                      | KK Radnički Kragujevac  | Kragujevac    | 2009/10         | 2013/14          | 5                 | Halbfinale        |
| Serbien                      | KK Spartak Subotica     | Subotica      | 2024/25         | aktiv            | 1                 | -                 |
| Serbien                      | KK Vojvodina Srbijagas  | Novi Sad      | 2005/06         | 2008/09          | 3                 | 6                 |
| Serbien                      | Metalac Farmakom        | Valijevo      | 2014/15         | 2015/16          | 2                 | 6                 |
| Serbien                      | KK Hemofarm             | Vršac         | 2004/05         | 2011/12          | 8                 | Sieger (2005)     |
| Slowenien                    | KK Helios Domžale       | Domžale       | 2004/05         | 2011/12          | 7                 | 8                 |
| Slowenien                    | KK Zlatorog Laško       | Laško         | 2001/02         | 2011/12          | 6                 | Halbfinale        |
| Slowenien                    | KK Union Olimpija       | Ljubljana     | 2001/02         | aktiv            | 24                | Sieger (2002)     |
| Slowenien                    | KK Geoplin Slovan       | Ljubljana     | 2001/02         | 2007/08          | 6                 | 9                 |
| Slowenien                    | KK Krka                 | Novo Mesto    | 2001/02         | aktiv            | 17                | Finale            |
| Slowenien                    | KK Tajfun Šentjur       | Šentjur       | 2015/16         | aktiv            | 1                 | -                 |
| Tschechien                   | ČEZ Basketball Nymburk  | Nymburk       | 2010/11         | 2010/11          | 1                 | 8                 |
| Ungarn                       | Szolnoki Olaj KK        | Szolnok       | 2012/13         | 2014/15          | 3                 | 7                 |
| Vereinigte Arabische Emirate | Dubai Basketball        | Dubai         | 2024/25         | aktiv            | 1                 | -                 |